# 日本医科大学武蔵小杉病院
日本医科大学武蔵小杉病院（にほんいかだいがくむさしこすぎびょういん、英語: Nippon Medical School Musashi Kosugi Hospital）は、神奈川県川崎市中原区にある医療機関。救命救急センターを有する災害医療拠点病院で、学校法人日本医科大学が運営する。旧日本医科大学付属第二病院。2025年5月時点、神奈川県選挙管理委員会より、不在者投票のできる施設の一つとして指定されている。
以前は日本医科大学新丸子校舎が敷地北西に位置して学部1年次の授業が開講されていたが、現在は武蔵境校舎で行われている。

## 沿革
- 1937年6月6日 - 日本医科大学丸子病院開院式、6月8日より診療開始
- 1940年7月19日 - 日本医科大学付属第三医院に改称
- 1945年4月15日 - 空襲により医院建物・予科校舎を焼失
- 1954年12月1日 - 日本医科大学付属第二医院に改称
- 1962年4月1日 - 総合病院の承認を受ける。
- 1963年4月1日 - 日本医科大学付属第二病院に改称
- 2006年 - 日本医科大学武蔵小杉病院に改称
- 2021年9月1日 - 旧病院北側（旧日本医科大学グラウンド跡地）に移転[3]

## 診療科
- 救急・総合診療センター
  - 総合診療科
- 救命救急センター
  - 救命救急科
- 循環器内科
- 呼吸器内科
- 腎臓内科
- 内分泌・糖尿病・動脈硬化内科
- 脳神経内科
- リウマチ・膠原病内科
- 消化器内科
- 腫瘍内科
- 小児科
- 新生児科
- 皮膚科
- 放射線科
- 精神科
- 健康管理科
- 消化器外科
- 心臓血管外科
- 呼吸器外科
- 乳腺外科
- 内分泌外科
- 整形外科
- 眼科
- 女性診療科・産科
- 耳鼻咽喉科
- 泌尿器科
- 麻酔科
- 緩和ケア科
- 脳神経外科
- 形成外科
- 小児外科
- 病理診断科

## 医療機関の指定等
- 保険医療機関
- 労災保険指定医療機関
- 指定自立支援医療機関（更生医療・育成医療）
- 身体障害者福祉法指定医の配置されている医療機関
- 生活保護法指定医療機関
- 原子爆弾被爆者医療指定医療機関
- 母体保護法指定医の配置されている医療機関
- 救命救急センター
- 臨床研修指定病院
- 臨床修練指定病院
- 災害拠点病院
- 地域型認知症疾患医療センター

## 交通アクセス
- 武蔵小杉駅・新丸子駅より徒歩4分